# 마이크로소프트 365
마이크로소프트 365(Microsoft 365)는 온라인 구독 기반의 마이크로소프트 오피스 프로그램이다. 가장 최신 버전의 마이크로소프트 오피스를 포함한다.

## 구독 종류
| 《가정용》                   | 홈                     | 퍼스널               | 대학생      |
| ---------------------------- | ---------------------- | -------------------- | ----------- |
| 구독료                       | \11,900/월 \119,000/년 | \8,900/월 \89,000/년 | \99,000/4년 |
| 설치 가능 장치 수 (PC / Mac) | 6대 (동시 실행 5대)    | 1대                  | 2대         |
| 태블릿 및 스마트폰           | 각 5대                 | 각 1대               | 각 2대      |
| 원드라이브 용량              | 5 사용자 1TB           | 1TB                  | 1TB         |

## 역사
마이크로소프트는 2010년 10월에 Office 365를 처음 발표하였고, 2011년 6월부터는 일반용으로 기존의 베타 버전을 업그레이드하였다. 초기 계획은 중소 기업과 대기업을 대상으로 하여 시작되었으며, "항상 최신 클라우드 서비스"를 지향하여, 기존 온라인 서비스 (예 : Business Productivity Online Suite) , Lync (통신, VoIP 및 회의용) 등이 포함된다. 2020년 4월 22일 오피스 365가 마이크로소프트 365로 이름이 변경되었다.

## 특징
마이크로소프트 오피스 365는 웹기반 비지니스 솔루션인 구글의 구글 워크스페이스에 대응하기 위해서 MS에서 개발한 서비스이다.
기존의 패키지 형태의 오피스 프로그램의 경우 해당 자료의 저장이 로컬드라이브에 저장이 되지만, 온라인 상의 클라우드 기반의 프로그램이기 때문에 파일이 데이터 센터에 보관이 되므로, 여러개의 사무실을 옮겨 가면서 일을 하는 등의 가상 오피스 기능의 지원이 가능하다. 오피스 2016 버전과 호환되는 오피스 365 출시 이후, 교육청이 자동 구독을 맺어 교육청 오피스 365 홈피에 가입을 하게 되면 무료로 정품 오피스 365 오프라인 버전을 설치할 수 있다. 이때, 지원되는 오프라인 버전은 A1 Plus이다.

## 보안
업체는 고객의 데이터를 보유하지 않으며, 비록 데이터 센터에 보관이 되지만 이것은 관리 목적으로만 저장이 되며, 마이크로소프트 데이터 센터 해당 고객 데이터를 고객이 삭제를 하면 삭제가 되어 보안이 유지된다.

## 같이 보기
- 오피스 제품군 비교
- 구글 워크스페이스
- 마이크로소프트 365 코파일럿